# Fiestywalny
Fiestywalny (biał. Фестывальны, ros. Фестивальный) – przystanek kolejowy w miejscowości Mołodeczno, w rejonie mołodeczańskim, w obwodzie mińskim, na Białorusi.